# Antioco Casula
Antioco Casula, més conegut com a Montanaru (Desulo, 1878-1957) fou un poeta sard. Estudià per a mestre, però després de donar classes uns anys passà a ser funcionari de correus. Començà publicant alguns sonets a revistes com Il Nuraghe i esdevingué un dels poetes més populars de Sardenya.

## Obres
- Càntigos di Ennargentu (1922)
- Boghes de Barbagia (1904)
- Sos Cantos de sa solitudine (1933)
- Sa lantia (1950)